# Milan Munclinger
Milan Munclinger (3. července 1923, Košice – 30. března 1986, Praha) byl československý flétnista, dirigent, skladatel, muzikolog a hudební publicista.

## Životopisné údaje
Pocházel z umělecké rodiny. Jeho otec Josef František Munclingr byl významným zpěvákem a operním režisérem, jeho matka byla zakládající členkou Slovenského národního divadla v Bratislavě. Jeho strýc Tibor Honty byl známým českým fotografem.
Milan Munclinger studoval na Pražské konzervatoři a poté na Akademii múzických umění flétnu, dirigování a skladbu a zároveň na Karlově univerzitě hudební vědu, estetiku, filozofii a orientalistiku. V letech 1946–1948 byl jedním z asistentů Václava Talicha v Českém komorním orchestru a spolupracoval také s jeho komorními soubory.

### Umělecká, vědecká a organizační činnost
V téže době se také začal věnovat studiu staré hudby a otázkám její interpretace. V roce 1951 založil spolu se svou ženou, cembalistkou Viktorií Švihlíkovou komorní soubor Ars rediviva, který sehrál významnou roli při znovuobjevování hudby baroku. Přeložil Dolmetschovu knihu The Interpretation of the Music of the 17th and 18th Centuries Revealed by Contemporary Evidence a některé další prameny o historicky poučené interpretaci, vydal a uvedl řadu skladeb z českých a německých archivů (jako editor pracoval zejména pro hudební nakladatelství Supraphon, Bärenreiter Kassel a IMC New York).
Stal se spoluzakladatelem české Společnosti pro starou hudbu, vystupoval na mezinárodních symposiích (Československo, Německo, Rakousko, Francie) věnovaných editaci a interpretaci předklasických skladeb. Byl porotcem interpretačních soutěží (např. Concours de flûte Jean-Pierre Rampal v Paříži, 1980 a 1983), lektorem interpretačních kurzů v Bayreuthu. Pravidelně vyučoval na Académie Internationale d'Été Jean-Pierre Rampala v Nice.
Věnoval se zároveň i jazzové improvizaci, objevoval pro české publikum moderní autory, např. francouzského skladatele André Joliveta. Založil soubory Munclingerovo dechové kvarteto a Aulos. Učil na Pražské konzervatoři, patřil k zakladatelům Hudební mládeže.

### Spolupráce s Jean-Pierre Rampalem
Jako dirigent spolupracoval mj. s Orchestrem československého rozhlasu, Pražským komorním orchestrem, Komorním orchestrem Bohuslava Martinů, Musici de Praga. Podílel se na edici Musica Antiqua Bohemica, oceněné Grand Prix du Disque de l'Académie Charles Cros – jeho realizace a nastudování Bendova a Richterova flétnového koncertu bylo zároveň jednou z prvních nahrávek uskutečněných společně s francouzským flétnistou Jean-Pierre Rampalem (1955), s nímž ho později pojilo celoživotní přátelství a jemuž připsal některé své práce (např. rekonstrukce Bachových koncertů BWV 1055, 1056 a 1059; v roce 1983 nahrávka pro CBS Masterworks). Rampal píše o Munclingerovi ve vzpomínkové knize Musique, ma vie a věnoval jeho památce své interpretace hudby Carla Philippa Emanuela Bacha.